# Bruno Paul
Bruno Paul (Seifhennersdorf, 1874. január 19. – Nyugat-Berlin, 1968. augusztus 17.) német építész, grafikus a Simplicissimus szecessziós folyóirat közismert rajzolója.

## Élete, munkássága
A jellegzetes müncheni hang legtisztábban a Jugend című folyóiratban és a Simplicissimus-ban jelentkezett. Az előbbi folyóirat meglehetősen konzervatív volt, mégis ez adott nevet az irányzatnak (Jugendstil), az utóbbi főleg szatirikus rajzaival szórakoztatott. A Simplicissimus fordult a legélesebben szembe Észak-Németországgal. A Simplicissimus legeredetibb karikaturistája Bruno Paul volt. (Thomas Theodor Heine gonosz tolla is talált kedvenc célpontokat: bulldogok, patás ördögök, szerepelnek rajzain. Olaf Gulbransson stílusa közelebb áll Pauléhoz, rajzai finomabbak. A csípős hangnem az egész müncheni Jugendstilre jellemző. Az erőteljes vonalak, plasztikába kívánkoztak, s éppen ebben a műnemben születtek a legfontosabb művek.